# Château d'Oponice
Le château d’Oponice (en slovaque : Oponický hrad) est une ruine de château fort datant du XIIIe siècle située dans l’ouest de la Slovaquie dans les monts Tribeč, au-dessus du village d’Oponice, à 15 km au nord de Nitra. Le château est abandonné au cours du XVIIe siècle.

## Galerie

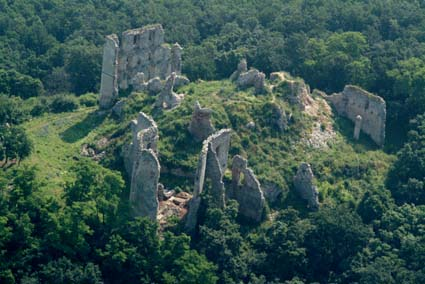
Vue aérienne du château
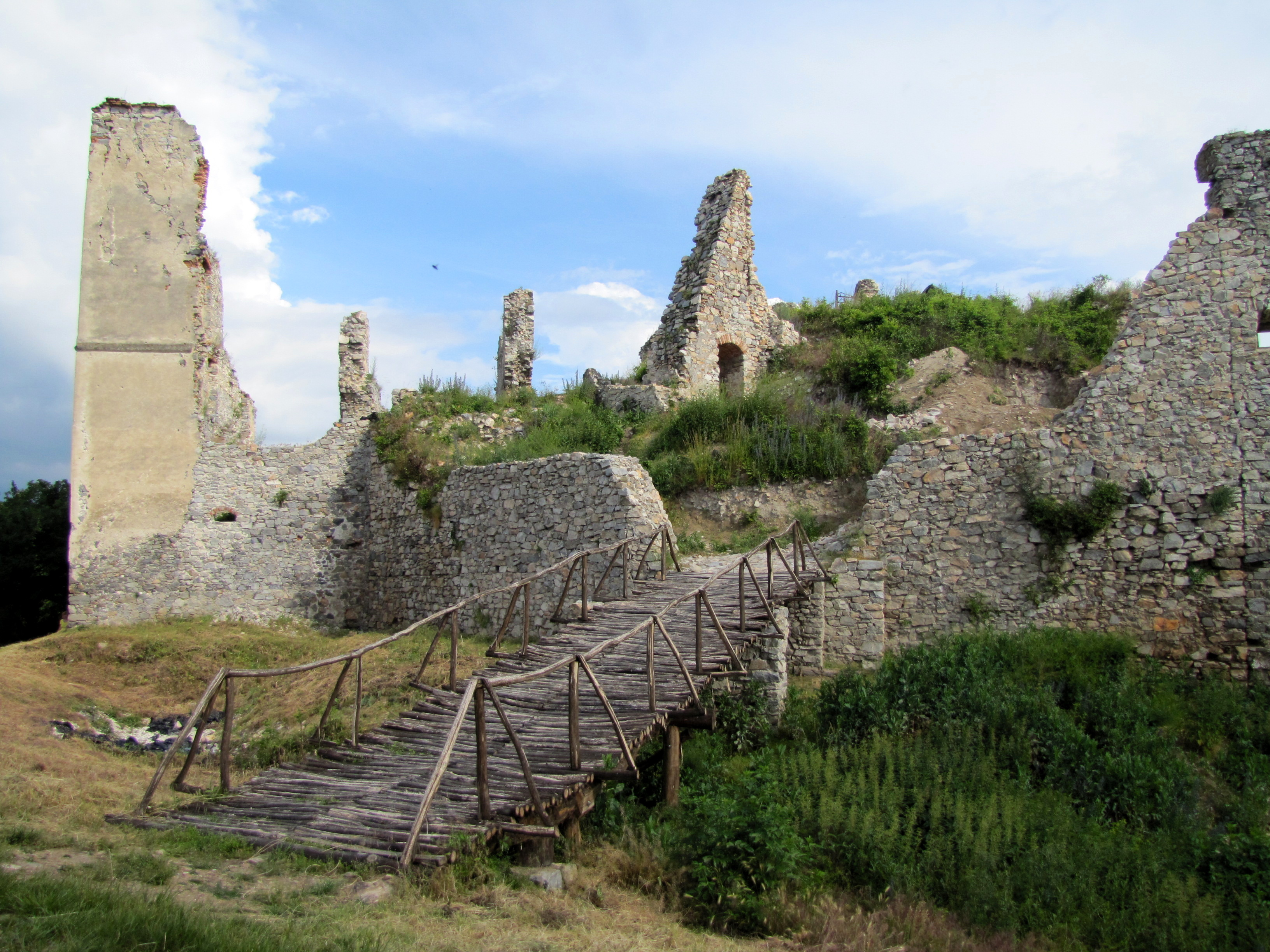
Le château
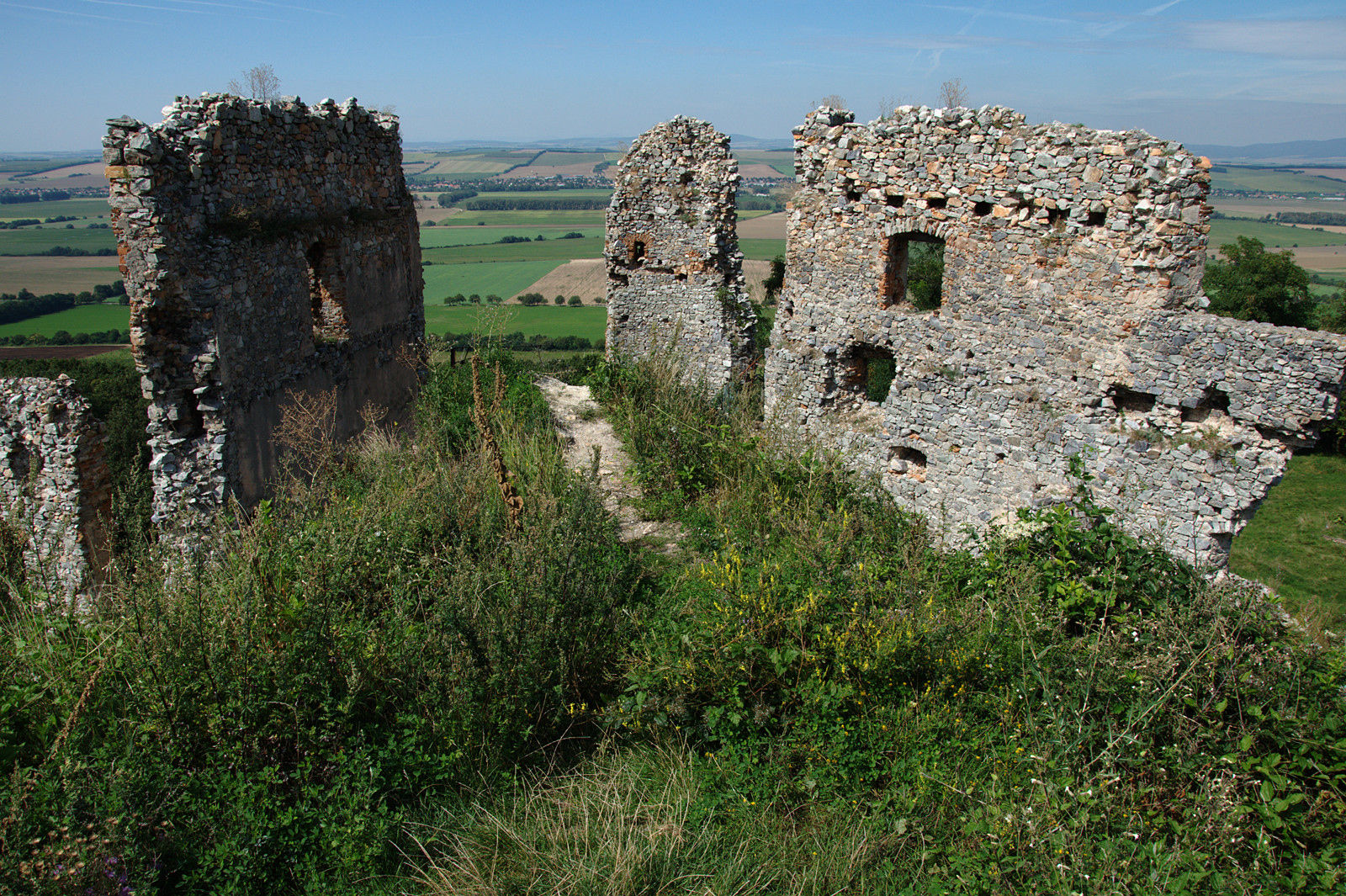
Le château
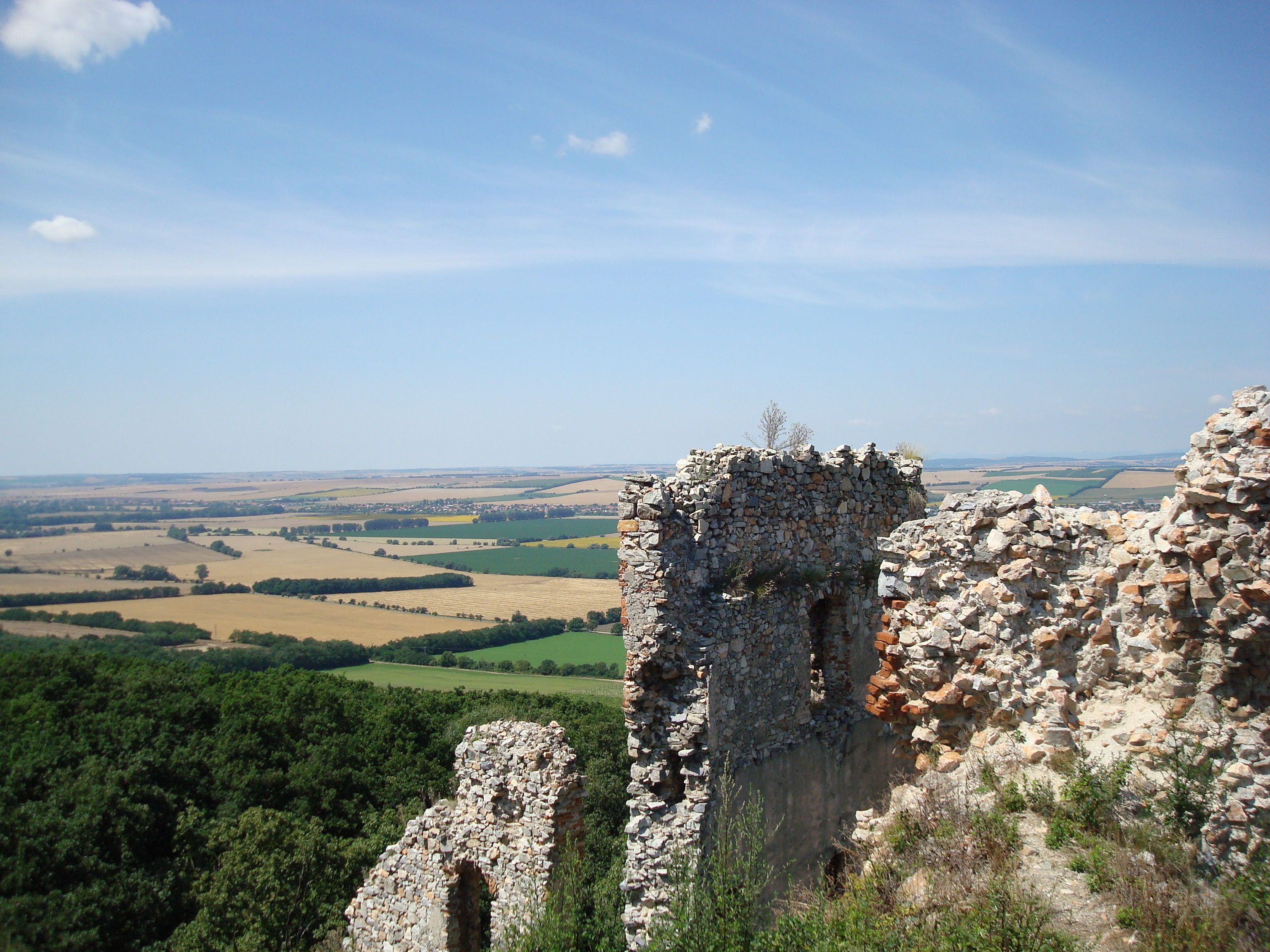
Le château
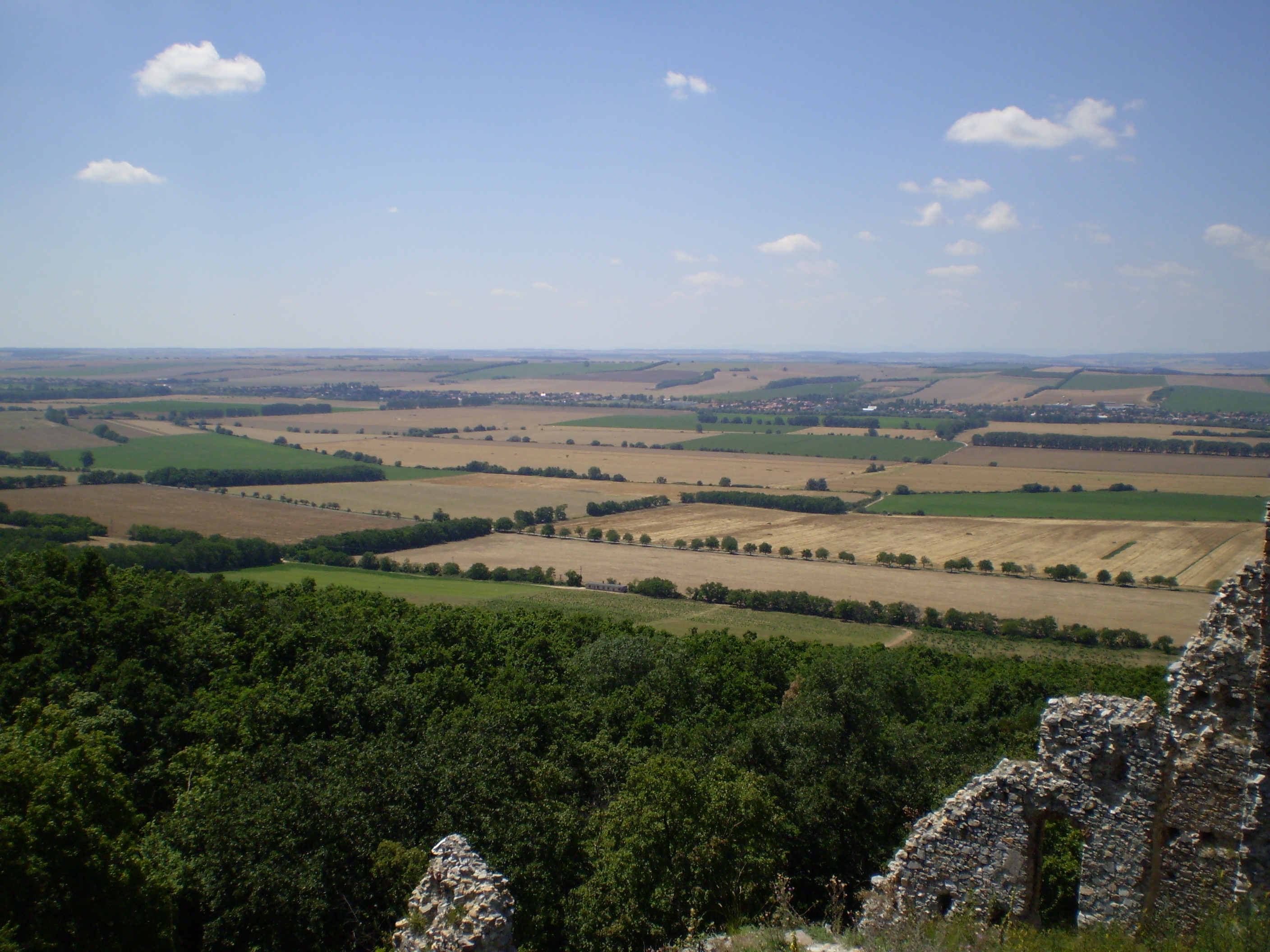
Le château et la vallée de la Nitra